# Friesland (Wisconsin)
Friesland is een dorp met ongeveer 300 inwoners en is gelegen in de Columbia County in de staat Wisconsin, Verenigde Staten van Amerika.
Hoewel de nederzetting werd gesticht door voornamelijk Welshmen, verwijst de huidige naam naar de Nederlandse provincie Friesland, die het kreeg na een immigratiegolf van Friezen rondom het eind van de negentiende eeuw. Het Fries werd toen ook de dominante spreektaal, wat tot in de jaren zestig zo bleef. Uit onderzoek in 1999 bleek dat op dat moment alle Friessprekers zestig jaar of ouder waren. Jongeren hebben hoogstens nog een beperkte en meest passieve kennis van het Fries.

## Demografie
Bij de volkstelling in 2000 werd het aantal inwoners vastgesteld op 298. In 2006 is het aantal inwoners door het United States Census Bureau geschat op 299, een stijging van 1 (0,3%).

## Geografie
Volgens het United States Census Bureau beslaat de plaats een oppervlakte van 2,7 km², geheel bestaande uit land.

## Plaatsen in de nabije omgeving
De onderstaande figuur toont nabijgelegen plaatsen in een straal van 16 km rond Friesland.